# 閃光盾眼鯛
閃光盾眼鯛，為輻鰭魚綱金眼鯛目燧鯛亞目燈眼魚科的其中一種，分布於中西太平洋區，從斐濟至法屬波里尼西亞海域，屬深海魚類，棲息深度可達350公尺，體長可達4.8公分。